# ارواح – به سبک ایتالیایی
«ارواح – به سبک ایتالیایی» (ایتالیایی: Questi fantasmi) یک فیلم به کارگردانی رناتو کاستلانی است که در سال ۱۹۶۷ منتشر شد.

## بازیگران
- سوفیا لورن
- ویتوریو گاسمن
- آلدو گیفره
- مارچلو ماسترویانی
- مارگارت لی
- ماریو آدورف
- لوچو دالا
- فرانسیس ده وولف
- پی‌یرا دلی اسپوستی
- نیه‌تا زوکی
- والنتینو ماکی